# Aurore Jéan
Aurore Jéan, född Cuinet 25 juni 1985, är en  fransk längdskidåkare. Cuinet har tävlat sedan 2005 och gjorde sin första världscupstävling i La Clusaz 2006.